# 藤村聖子
藤村 聖子（ふじむら しょうこ、1991年8月10日 - ）は、日本の女優。兵庫県出身。立教大学文学部教育学科卒業。「劇団藤村聖子」主宰。Nabura所属。

## 略歴・人物
歌が好きで、小学2年生から大阪のダンススクールに通って歌とダンスを習いアイドルを目指す。中学生の時にダンススクールにて行なわれた芸能プロダクション向けのオーディションでスカウトされ、13歳・中学1年生の時にデビュー。15歳の時に映画『天然コケッコー』に出演しヒロインの親友役を演じる。
兵庫の高校を卒業後は立教大学文学部教育学科へ進学。学業と女優業とを両立し、小学校教諭の資格を取得するかたわらでサークル活動のバンドではボーカルとベースを担当する。立教大学を卒業すると、以降女優業に専念することとなる。
2016年には自らの名前を冠した「劇団藤村聖子」を旗揚げし、8月に旗揚げ公演を行う。
身長は162cm、靴のサイズは24cm。特技はピアノ、ダンス、一輪車、縄跳び、趣味は歌、友達と話すこと。尼崎市の中学校を卒業。

## 出演

### 舞台

#### 劇団 藤村聖子公演
- 花瓶の中の海（2016年8月、千本桜ホール）
- シンクロニシティ（2018年1月、アレイホール）
- かまってちゃん、と（2019年6月、OFF・OFFシアター）
- いつだって、怒る準備はできてんだ（2020年2月、下北沢スターダスト）
- 崖っぷちって、誰が決めたの？（2021年6月、下北沢スターダスト）
- 生きてりゃいいことあるなんてのは嘘だけど（2025年6月、下北沢スターダスト）

#### 外部公演
- 推定恋愛＋（2017年2月、千代將太プロデュース公演第4弾、天現寺スクエア 多聞ホール）
- ハッピーママ、現る。（2017年9月、艶∞ポリス第8回公演、駅前劇場）
- 推定恋愛＋（2017年11月、千代將太プロデュース公演第5弾、天現寺スクエア 多聞ホール）
- 推定恋愛＋（2018年6月、千代將太プロデュース公演第6弾、天現寺スクエア 多聞ホール）
- 家族草子（2018年11月、天現寺スクエアVol.16、天現寺スクエア 5F ガーデン）
- 少女地獄（2018年12月、新宿公社第5回公演、サンモールスタジオ）
- 幸福の黄色い放課後（2019年1月、オフィス上の空プロデュース、萬劇場）
- 睦草　ヒノカサの虜（2019年8月、函波窓、スタジオ空洞）
- 1つの部屋のいくつかの生活「我がために夜は明けぬ」（2019年4月、かわいいコンビニ店員飯田さん、吉祥寺シアター）
- ワルツ（2019年9月、新宿公社第6回公演、テアトルBONBON）
- 野良犬之家（2019年11月、亜細亜の骨、山吹ファクトリー）
- 鈴虫のこえ、宵のホタル（2020年1月、チーズtheaterプロデュース、ON・OFFシアター）
- ヒッキー・カンクーントルネード（2021年8月-9月、ハイバイ、東京公演 高知公演 山口公演 札幌公演）

### 映画
- 天然コケッコー（2007年、山下敦弘監督） - 山辺篤子 役
- ラブファイト（2008年、成島出監督） - 奥田恭子 役
- はさみ hasami（2012年、光石富士朗監督）
- カントリーガール（2012年、小林達夫監督）
- あんてるさんの花（2012年、宝来忠昭監督）
- 舟を編む（2013年、石井裕也監督）
- はじまりのみち（2013年、原恵一監督） - 木下芳子 役
- もらとりあむタマ子（2013年、山下敦弘監督）
- FLARE〜フレア〜（2014年、大塚祐吉監督） - クロサワチカ役[5]
- 禁忌（2014年、和島香太郎監督） - 清宮苗 役
- 光-HIKARU- 短編映画（2023年、小野寛幸監督）

### テレビドラマ
- 生徒諸君!（2007年、テレビ朝日） - 田谷美登利 役
- 生徒諸君!PR（2007年、テレビ朝日）
- 日本テレビ開局55年記念番組 霧の火 樺太・真岡郵便局に散った九人の乙女たち（2008年8月25日、日本テレビ） - 酒井栄子 役
- 絶対零度〜特殊犯罪潜入捜査〜 第9話（2011年9月6日、フジテレビ） - 柴崎真結 役
- 妄想捜査〜桑潟幸一准教授のスタイリッシュな生活（2012年1月 - 3月、テレビ朝日） - 押川千恵 役
- 放課後はミステリーとともに 第3・4話（2012年5月7日・14日、TBS） - 水原真由美  役
- コドモ警察 第4話（2012年5月10日、毎日放送） - 権堂明美 役
- お助け屋☆陣八 第1・2話（2013年1月10日・17日、読売テレビ） - 陽子 役
- 聖女 第3・4話（2014年9月2日・16日、NHK総合） - 片瀬美里 役
- オトナ女子（2015年10月 - 12月、フジテレビ） - 川上圭子 役
- 脚本家と女刑事（2016年8月29日、読売テレビ） - 坪田アン 役
- 森村誠一サスペンス 魔性の群像 刑事・森崎慎平（2017年3月13日、TBS） - 藤倉七海 役
- 冬芽の人（2017年4月5日、テレビ東京） - 坂本朋代 役
- 警部補・碓氷弘一（2017年4月9日、テレビ朝日） - 田丸弓子 役
- 純喫茶に恋をして（2020年2月15日、CSフジテレビTWO）- 香織 役
- たそがれ優作 第5話（2023年11月4日、BSテレ東）
- いつか、ヒーロー 第1話・第2話・第5話・最終回（2025年4月6日・13日・5月11日・6月1日、朝日放送テレビ・テレビ朝日） - 伏見京子 役[6]

### ラジオドラマ
- 岩井俊二プロデュース 円都通信「ひまわり」（TOKYO-FM） - 風子 役

### CM
- ソフトバンクモバイル ホワイト家族24「テニス部入部」篇（2008年）
- NOTTV（2012年）
- 神奈川県民共済（2021年）
- Benesse「こどもちゃれんじタッチのご紹介（将来篇）」（2023年）
- リクルートエージェント「ささやくふたり エスカレーター」篇（2024年）

### 映像配信
- デューデリだん！（2021年〜　、NewsPicks）

### 雑誌
- Teen's Actress
- BOMB
- UP to boy

### その他
- あざとくて何が悪いの？（2021年、テレビ朝日）　脚本協力
- 少女時代「DIVINE（Story ver.）」出演